# Puchi Carat
Puchi Carat (プチカラット?, Puchi Karatto), noto in Giappone anche come Puchi Carat: Gemstone okoku no sekai (プチカラット-ジェムストーン王国の世界?, Puchi Karatto - Jemusutōn ōkoku no sekai, lett. "Puchi Carat - Il mondo del regno delle pietre preziose"), è un videogioco arcade rompicapo del 1997 sviluppato e pubblicato dalla Taito. È stato successivamente convertito sia per PlayStation che per Game Boy Color, e tali controparti per console sono usciti sia in Giappone che in Europa, ma mai in Nord America.
L'emulazione dell'originale arcade è stata distribuita nelle compilation Taito Memories Jōkan (uscita nel 2005 solo nel Sol Levante per PlayStation 2) e Taito Legends 2 (nel 2006 per PlayStation 2, Xbox e PC in Occidente). La stessa in tempi recenti è inclusa preinstallata all'interno di una mini console dedicata al retrogaming a forma di cabinato, il Taito Egret II Mini, uscito globalmente nel 2022. L'emulazione invece di quella PS fu resa disponibile per PlayStation 3 e la portatile PSP tramite l'attuale store PlayStation Network (il 24 settembre 2008 di nuovo solo in madrepatria).
Inoltre la versione per PlayStation uscì in una doppia edizione, una regolare e una limitata, quest'ultima oltre al gioco includeva anche un paddle dedicato.

## Trama
(Articolo 12 del manuale I segreti della pietra misteriosa)
La storia di base in Puchi Carat si incentra in tutto il mondo di "GemStone", in cui scienza e magia convivono. Dodici pietre preziose vengono rubate, ognuna delle quali entra in possesso di una persona con grandi poteri magici. Ciascuno dei dodici personaggi ne ha una individuale, che segue la sua ricerca per raccoglierle tutte e realizzare i propri sogni personali.

## Personaggi
Garnet Grossular (ガーネットグロッシュラー?, Gānetto Gurosshurā)
Doppiato da: Motoko Kumai
È un ragazzo che ama la natura e la pace. I suoi antenati di 500 anni fa erano dei rapinatori, e per via della sfortunata eredità detesta le bugie e le autorità. È nato il 1º gennaio, ha 13 anni, è amico di Shyst e la sua pietra è il granato.
Shyst Corundum (シストコランダム?, Shisuto Korandamu, Thyst Corundum nella versione per Game Boy Color)
Doppiata da: Yōko Asada
Secondogenita della famiglia Corandam e sorella minore di Sapphire. Ha una personalità fragile e per questo odia se stessa, tuttavia sua sorella maggiore sembra adorarla segretamente. È nata il 2 febbraio, ha anche lei 13 anni come l'amico Garnet e la sua pietra è l'ametista.
Flourite "Aqua" Berylmarine (フローライトアクアベリルマリン?, Furōraito Akua Berirumarin)
Doppiata da: Yumiko Shibata
Prima figlia della famiglia Berirumarine e sorella minore di Paz. Si veste sempre molto elegantemente e sogna spesso ad occhi aperti. Ama comperare vestiti ed è molto orgogliosa della sua vasta collezione. È nata il 3 marzo, ha 20 anni e la sua pietra è l'acquamarina.
C-Mond (シーモンド?, Shī-Mondo, Seamond nella versione per Game Boy Color)
Doppiata da: Yumiko Shibata
Una fatina cameriera che presta servizio per la famiglia Imitation; il figlio di quest'ultima è innamorato di C-Mond che lo contraccambia a sua volta amorosamente. Spesso ha problemi per via della sua bassa statura la quale la porta spesso a finire nei guai come ad esempio essere coinvolta in qualche malinteso. È nata il 4 aprile, ha 15 anni e la sua pietra è il diamante.
Lumini Rald (ルミニーラルド?, Ruminī Rarudo)
Doppiato da: Motoko Kumai
Un bambino legato a Crom, ovvero l'uomo che inventò le leggende riguardanti le gemme magiche. Fanatico della scienza e delle invenzioni, predilige in maggior modo i robot che costruisce o macchinari di vario tipo. È un ragazzo tranquillo ma se qualcuno si prende gioco della sua passione comincia a perdere la calma per proteggere i suoi hobby. È nato il 5 maggio, ha 11 anni e la sua pietra è lo smeraldo.
Pearl Aragonite (パールアラゴナイト?, Pāru Aragonaito) & Dearl Aragonite (デールアラゴナイト?, Dēru Aragonaito, Dale Aragonite nella versione per Game Boy Color)
Doppiata da: Sumie Baba (Pearl)
Sono due gemelli, la prima Pearl è una ragazza vivace, mentre il secondo Dearl è un ragazzo molto più flemmatico rispetto alla sorella. Vivono in un villaggio dove lavorano in una farmacia da loro aperta per guadagnarsi da vivere dato che i loro genitori sono morti quando erano molto piccoli, tuttavia Pearl è caratterialmente molto forte a tal punto da riuscire a prendersi cura anche del fratello. Sono nati il 6 giugno, hanno 14 anni e la loro pietra è la perla.
Bee (ピー?, Pī, By nella versione per Game Boy Color)
Doppiato da: Motoko Kumai
Un uomo di nome Ogust, capofamiglia Corandam, il quale si ritrova con le sembianze di un animale antropomorfo dopo un incantesimo fatto da Sapphire, una delle sue figlie. È nato il 7 luglio, la sua età è sconosciuta e la sua pietra è il rubino.
Perydot (ペリドート?, Peridōto, Peridot nella versione per Game Boy Color)
Doppiata da: Yōko Asada
Il suo vero nome è Ribin ed è la moglie di Ogust Corandam (Bee), come suo marito è stata tramutata in forma animale dalla figlia Sapphire tuttavia non ha perso del tutto la sua umanità (il suo aspetto è molto simile a quello di una coniglietta), è ringiovanita ma non riesce a ricordare la sua vera identità e quella degli altri familiari. Le piace uscire alla sera e i suoi passatempi preferiti sono ballare e sedurre il prossimo. È nata l'8 agosto, ha 26 anni e la sua pietra è il peridoto.
Sapphire Corundum (サファイア コランダム?, Safaia Korandamu)
Doppiata da: Yumiko Shibata
La figlia più grande della famiglia Corandam, ha avuto una vita molto triste e difficile per via dell'avidità dei suoi genitori. Successivamente ha incontrato Paz ed è diventata una sua allieva. È molto esperta nel praticare arti magiche ed è stata lei a far assumere a Bee e Perydot un aspetto animalesco per vendicarsi di loro. È nata il 9 settembre, ha 19 anni e la sua pietra è lo zaffiro.
Opa (オパー?, Opā)
Doppiato da: Tsutomu Takayama
Originariamente era un funzionario corrotto al servizio dello Stato, dove apparentemente conobbe Paz, ma ora sta pagando il prezzo della sua disonestà. Il ricordo dei giorni più felici lo ha portato a focalizzarsi sul culturismo, il che lo rende anche un uomo strano e tormentato. È nato il 10 ottobre, ha 77 anni e la sua pietra è l'opale.
Shelito "Paz" Berylmarine (シェリートパーズベリルマリ?, Sherīto Pāzu Berirumari)
Doppiato da: Tsutomu Takayama
Un giovane uomo che cerca di dominare il mondo facendo uso dei suoi poteri magici. Vuole eliminare la scienza e lasciare che la magia prenda il sopravvento su tutto. Molto ambizioso, lavora per lo Stato e punta di fatto alla dominazione del mondo. Fratello maggiore di Aqua, maestro di Sapphire, conoscente di Opa, è noto come uno statista stregone. È nato l'11 novembre, ha 22 anni e la sua pietra è il topazio.
Ruco (ルコ?, Ruko, Rquo nella versione per Game Boy Color)
Doppiata da: Sumie Baba
Una bambina proveniente da una famiglia complicata, ha un mostriciattolo che porta sempre con sé chiamato Kumi-Kumi (クミクミ?, Kumikumi), suo amico. Fuggita di casa per via dei problemi con i suoi genitori, vuole conquistare il mondo nonostante la giovane età. È nata il 12 dicembre, ha 7 anni e la sua pietra è il turchese.
Patoraco (パトラ子?, Patorako, Patrako nella versione per Game Boy Color)
Doppiata da: Yōko Asada
Una giovane miko originaria del gioco Cleopatra Fortune, la quale è un'appassionata di cosplay. Si ritrova nel regno di GemStone per motivi sconosciuti e cerca di raccogliere le pietre magiche dagli altri personaggi per esprimere il desiderio di tornare a casa. La sua data di nascita e la sua età sono entrambe ignote mentre la sua pietra è la Pyramid Stone, una gemma azzurra scintillante.

## Modalità di gioco

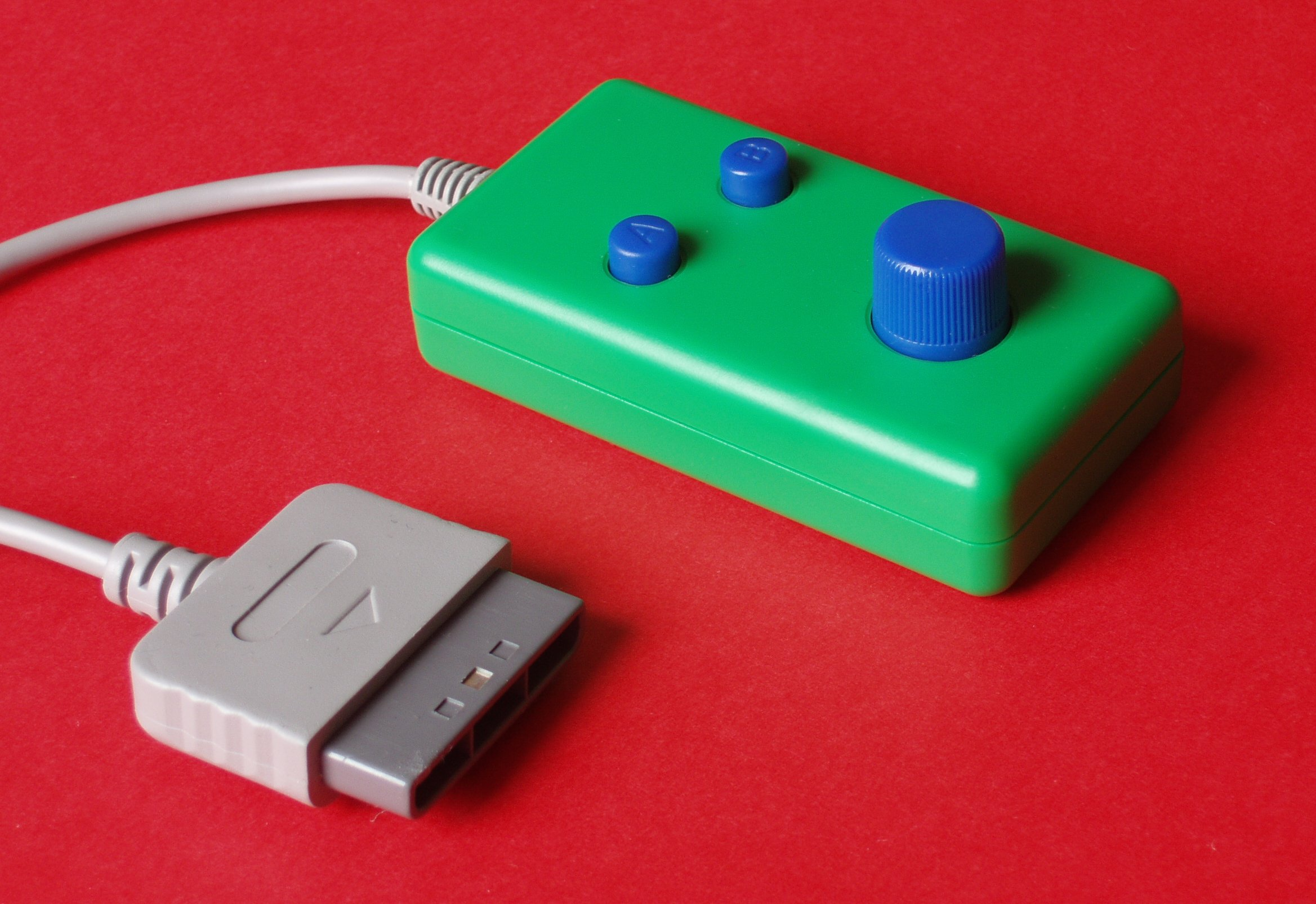
Il paddle presente nell'edizione limitata.

Il gameplay di Puchi Carat è pressappoco uguale a Breakout, però aggiunge alcuni elementi da Puzzle Bobble. Prima dell'inizio di una partita è obbligatorio scegliere un personaggio tra i dodici (tredici se si considera la guest star Patoraco) sopracitati, i quali, sulla scia della serie di Magical Drop appaiono come sfondo animato del campo rettangolare di gioco.
Lo scopo generale è quello di distruggere dei blocchi simili a gemme utilizzando una sfera di energia. Essi "scendono" dalla parte superiore di tale campo una riga alla volta e sono collegate tra loro orizzontalmente o verticalmente. Colpire una gemma con la sfera la rimuove del tutto, e se questa interrompe il collegamento alla parte superiore dell'area di altre gemme, queste cadono staccandosi, donando punti bonus. Colpendone una speciale che lampeggia elimina anche tutte quelle normali dello stesso colore. Ci sono poi dei blocchi metallici, che richiedono più di un colpo per essere distrutti.
Il giocatore controlla una movibile barra a mo' di piedistallo con un paio di angeliche ali sul fondo del campo, che può spostarsi a destra e a sinistra per far rimbalzare la sfera verso l'alto. A differenza della maggior parte degli altri giochi in stile Breakout, mancare la sfera non comporta la perdita di una vita, bensì aggiunge tre linee di gemme nella parte superiore ancora del campo; altre linee si formeranno comunque col tempo. Se scendono così tanto da raggiungere l'altezza della barra (una linea retta immaginaria) la partita finisce, a meno che non venga inserito un nuovo credito per continuarla.
La originale arcade dispone di tre selezionabili modalità: una singola ("Player") in cui l'obiettivo è eliminare un certo numero di linee di gemme, una storia ("Player vs Computer") in cui il giocatore sfida ogni personaggio in una sfida testa a testa (dove le gemme distrutte vengono aggiunte al campo di gioco avversario), e una a due giocatori ("Player vs Player") che segue le medesime regole di quella a storia. Tutte quante hanno tre livelli di difficoltà, ossia facile, medio e difficile.
La versione per PlayStation offre più livelli di difficoltà, background più esteso ed approfondito per ogni personaggio e tre modalità aggiuntive, le quali sono: "Trial", ove bisogna cercare di rompere il maggior numero possibile di linee a blocchi, "Time Attack" (simile alla precedente ma a tempo) e "Rapid", in cui bisogna continuare a giocare fino a quando la sessione non sarà persa.

## Versioni

### Arcade
L'edizione arcade è la prima pubblicata e presenta esclusivamente la modalità "Story". L'unico personaggio sbloccabile è Patoraco (da Cleopatra Fortune) che può diventare disponibile solo tramite l'inserimento di un trucco.
Una differenza è presente a seconda della regione di pubblicazione, e anche se il titolo uscì esclusivamente in Giappone offre la possibilità di cambiare la regione su USA o World (ovvero formato internazionale), favorendo dunque la rimozione dei dialoghi tra i personaggi prima di ogni partita e svariati piccoli cambiamenti, legati alla rimozione dei kanji o della sostituzione di alcune parole inglesi con altre che mantenessero lo stesso senso.

### PlayStation
Quella per la console Sony è il primo porting e presenta due diverse caratteristiche: la prima è la presenza dei personaggi in versione chibi nella modalità "Rapid" (che cambiano ogni 50 linee rimosse), mentre la seconda invece riguarda l'aggiunta di un filmato in stile anime visibile dopo avere avviato la "Story".
Anche qui è possibile incontrare Patoraco, la miko del suddetto videogioco Taito, selezionando Original nella modalità "Story" e giocarlo per tre minuti consecutivi senza mai perdere un match. Tuttavia una volta sconfitta non la si sblocca, e se la si vuole rendere disponibile nella rosa dei personaggi bisogna seguire uno dei tre procedimenti elencati di seguito:
- impostare il livello di difficoltà e della velocità della palla su "Arcade" completandola in meno di sette minuti utilizzando al massimo cinque continua;[15]
- finire un livello nella "Trial" nel modo difficile;[15]
- entrare e uscire dal menù opzioni posto nella schermata dell'intro per tredici volte consecutive[43] (quest'ultimo però non permette di salvare il personaggio sulla memory card a differenza dei precedenti due).[15]

La versione europea si differenzia da quella giapponese per via della rimozione delle frasi pronunciate dal personaggio di C-Mond nel tutorial presente nell'Attract Mode, mentre le esclamazioni durante le normali partite sono state mantenute come in originale.

### Game Boy Color
Per la portatile Nintendo è il secondo e ultimo porting. La grafica è di un 2D più semplicistico della controparte originale per via dell'hardware a 8-bit della stessa, il che ha comportato anche a cambiamenti nei dialoghi precedenti alla partita nella "Story". Altra peculiarità di esso è l'aggiunta di alcune carte collezionabili, ottenibili completando tale modalità con il rispettivo personaggio, ottenendo dei Perfect o un punteggio alto nelle fasi di gioco. Le sfide tra due giocatori sono possibili tramite il Game Link Cable.
I personaggi sbloccabili sono tre ottenibili completando appunto la storia: Patoraco (finendolo con tutti e dodici i personaggi originali), Dearl (con Patoraco) ed infine Kumi-Kumi (con Dearl).

## Media

### Colonna sonora

#### Puchi Carat ORIGINAL SOUND TRACKS
Il 25 giugno 1998 fu pubblicato un album contenente la soundtrack BGM del gioco, il quale si intitola Puchi Carat ORIGINAL SOUND TRACKS (プチカラット オリジナルサウンドトラックス?, Puchi Karatto Orijinaru Saundo Torakkusu).
Musiche di Yasuhisa Watanabe.
1. Begin – 0:55
2. Hohoemi o oikakete (PlayStation-ban Image Song) (微笑みを追いかけて (プレイステーション版イメージソング）?, Hohoemi o oikakete (Pureisutēshon-ban Imēji Songu)) – 5:04
3. GemStone Land – 1:31
4. Go Go West (Garnet) – 3:06
5. Swallow (Ruco) – 3:05
6. Child Play (Rald) – 1:02
7. Episode #1 – 0:47
8. Jewel Box (Shyst) – 3:33
9. Episode #2 – 1:15
10. Smile for Me (Aqua) – 2:33
11. Sylban Library (Bee) – 1:54
12. Sands of Time – 0:49
13. Player Select – 1:02
14. Nervous Delivery (Pearl&Dearl) – 3:50
15. Deja Vu (Perydot) – 0:38
16. Old Vision (Opa) – 2:41
17. Over the Sky – 1:02
18. For You – 0:51
19. Puchi Carat – 3:30
20. Congraturation – 0:49
21. Bad Moon (Sapphire) – 2:51
22. Mirage (C-Mond) – 2:49
23. Episode #3 – 0:38
24. Order of Blue Shield (Paz) – 2:36
25. Episode #4 – 1:06
26. Friends Staff – 2:06
27. SHININ'QUEEN (Patoraco) – 2:49
28. Time Attack – 1:22
29. Beach Princess – 3:09
30. Answer – 0:52
31. Parade – 0:43
32. Game Over – 0:15
33. Furimuke Diamond (振り向けダイヤモンド?, Furimuke Daiyamondo) – 5:43
34. Omake-chan iroiro (おまけちゃんイロイロ?) – 7:15

Durata totale: 74:11

### Guida ufficiale
All'uscita originale nelle sale giochi giapponesi fu distribuita una guida intitolata Puchi Carat Official Guide Book allegata al cabinato, la quale è un libriccino di quindici pagine contenenti varie informazioni legate alla trama, sui vari retroscena dei personaggi, dei legami fra quest'ultimi e curiosità sulle gemme da loro in possesso.

## Accoglienza
| Testata                    | Versione | Giudizio |
| -------------------------- | -------- | -------- |
| AllGame                    | ARC      | 2.5/5    |
| Famitsū                    | PS       | 21/40    |
| Famitsū                    | GBC      | 21/40    |
| Video Games                | PS       | 47/100   |
| NowGamer                   | PS       | 66/100   |
| PlayStation Pro            | PS       | 83/100   |
| Game Boy Official Magazine | GBC      | 81/100   |
| Game Boy Color Mania       | GBC      | 6.5/10   |
| Magazine 64                | GBC      | 85/100   |
| Total Game Boy             | GBC      | 65/100   |

In Giappone, Game Machine classificò Puchi Carat nel numero del 1º febbraio 1997 al 17º posto tra i videogiochi arcade di maggior successo del mese. AllGame conferì all'originale arcade 2.5 stelle su 5. Le versioni PlayStation e Game Boy Color hanno entrambe ottenuto un punteggio di 21/40 dalla rivista Famitsū, basato sulla somma dei punteggi (da 0 a 10) dati al gioco da quattro recensori della rivista.
La rivista tedesca Video Games lo ha trovato noioso per via delle novità introdotte e lontane da classici quali Puzzle Bobble, Tetris e Breakout, in quanto si rivelava una semplice fusione dei gameplay già introdotti in quest'ultimi. Nonostante ciò, il gioco vanta di un sistema di controllo che utilizza la levetta analogica che funziona perfettamente e il supporto al mouse. Puchi Carat può ispirare solo per pochi minuti nella modalità a due giocatori, ma in singolo diventa piuttosto noioso dopo la prima partita. La testata inglese NowGamer invece ha sostenuto che se fosse uscito prima di Puzzle Bobble, forse sarebbe stato visto come un gioco rivoluzionario, cosa che però non è. Il titolo soddisfa comunque i requisiti di un gioco di società, intrattiene come un ospite nervoso ma alla fine non aveva le caratteristiche necessarie per durare nel tempo. PlayStation Pro ha affermato che il team di sviluppo dietro alla serie di Puzzle Bobble ha applicato brillantemente la propria esperienza a questo titolo che si rivela un rompicapo davvero avvincente e pieno di divertimento.
Drew Williams di Nintendo Power ha descritto la versione Game Boy Color di Puchi Carat come un gioco che a prima vista sembra l'ennesima svolta idiota di Breakout ma pochi minuti di gameplay effettivo facevano ricredere il giocatore. La modalità storia è particolare ma aggiunge profondità allo stupido divertimento delle sfide rompicapo. La collega Jenni Villarreal della medesima testata lo ha trovato uno strano mix di Breakout e Puzzle Bobble, con una trama strana e un sacco di personaggi. Ella ha inoltre apprezzato la grafica definendola fantastica, i puzzle erano impegnativi e il tutto era semplicemente divertente, concludendo che era difficile smettere di giocarci. Game Boy Official Magazine ha considerato a sua volta che la trama del gioco fosse strana, ma celava al suo interno un piccolo rompicapo divertente che avrebbe mantenuto vivo l'interesse dei giocatori per un po' prima dell'uscita di Pokémon Puzzle League. Sempre Nintendo Power la classificò al quarto posto nella lista dei giochi ben riusciti che si erano "persi nella mischia" dinanzi a titoli più famosi. La rivista italiana Game Boy Color Mania trovò Puchi Carat piuttosto coinvolgente e l'avanzamento tra i livelli molto veloce, ma la presenza delle carte non andava ad aggiungere praticamente nulla, ma rappresenta solamente un obiettivo da portare a termine. In conclusione era un normale puzzle game, divertente ma forse troppo datato, anche se collezionare tutte le carte avrebbe richiesto molto tempo. La testata spagnola Magazine 64 lo ha ritenuto un gioco semplice ma divertente; la raccolta delle carte lo rendeva estremamente lungo da completare. Total Game Boy lo considera un buon titolo che la maggior parte dei giocatori avrebbe trovato stimolante, ma un po' datato e retrò, inoltre era troppo simile ad altri del medesimo genere ed era poco originale.
Puchi Carat è stato inoltre incluso nella compilation Taito Legends 2. Nelle recensioni di quest'ultima, Kristan Reed di Eurogamer ha sostenuto che esso mischia Arkanoid e Puzzle Bobble con scarso successo per via dei controlli proposti in questa emulazione. Greg Miller di IGN invece ha paragonato il suo gameplay a quello di Pong ma con la presenza delle gemme colorate da distruggere.